# 藏
『藏』（くら）は、宮尾登美子による日本の長編小説。1992年3月から1993年4月まで『毎日新聞』朝刊に連載され、1993年9月に毎日新聞社より単行本が上下巻で刊行された。1995年7月に中央公論社から中公文庫版が刊行され、初版30万部、直ちに再販となった。のち、角川書店から角川文庫版が刊行されている。親本と文庫本をあわせた発行部数は軽く100万部を超えるミリオンセラーとなっている
大正 - 昭和初期、越後の銘酒『冬麗』の蔵元・田乃内家を舞台に、跡取り娘の盲目の美少女・烈を軸に苛酷な運命を生きる家族の愛憎と絆を描く。
連載中から大きな反響を呼び、舞台→テレビドラマ→映画化もされた。原作では「佐穂が意造に密かな想いを寄せるようになった経緯」「若い烈と涼太がどのように想いを通わせるようになったのか」等についての詳しい描写はなかったが、演劇・ドラマ・映画化に当たっては、この問題に関してそれぞれが想像をめぐらし、オリジナルエピソードをも交えてストーリーを構成している。

## あらすじ
大正8年（1919年）、新潟県（越後）亀田町（現在の新潟市江南区）の大地主で酒蔵『冬麗』の蔵元でもある田乃内家の当主・意造と妻・賀穂の間に女の子が産まれる。夫妻の間で過去8回妊娠した子を全て失い、9人目にしてようやく授かった健康な女子に意造はあえて「烈（れつ）」という力強い名を付ける。出産で健康を害した賀穂に代わり、烈は賀穂の未婚の妹で叔母に当たる佐穂に育てられ、周囲の期待通り賢く美しく成長するが、小学校入学を前に網膜色素変性症でやがて失明すると宣告される。ショックを受けた烈は心を閉ざし、小学校にも行かず、自邸に引きこもるようになってしまう。母・賀穂は自分の生命に換えても烈の眼を治したいと思うあまり、病身も省みず越後三十三ヶ所観音札所巡礼の旅に出て途中で倒れ、「自分が死んだら佐穂を意造の後妻とし、烈の母親として欲しい」と言い残し息を引き取ってしまう。
烈と佐穂は実の母娘同然の絆で結ばれており、佐穂自身義兄の意造にずっと密かに想いをよせており、誰もが佐穂が意造の後妻となるのが最良だと信じて疑わなかった。しかし度重なる家中の不幸に疲れた意造は、それをわかっていながら若い芸妓せきに心を奪われ、無理矢理後妻に迎えてしまう。佐穂はいたたまれずに黙って実家に逃げ帰るが、烈の懇願と意造の誠意に「生涯をかけて烈を守る」と誓い田乃内家に戻る。
間もなくせきは田乃内家の跡取りたるべき男子を産むが、思わぬ事故で死んでしまい、意造との夫婦仲も破綻する。意造自身も病に倒れ半身不随となり、烈も14歳の時に完全に失明してしまう。全てに絶望し酒蔵を手放す決意をする意造。しかし烈は、全盲のハンディをも超えて、自分が田乃内家と『冬麗』の蔵を継ぐと宣言する。酒蔵は女人禁制とされた時代、意造は烈の障害はともかく、いくら賢い娘でも蔵元を継がせる事など考えられなかったが、ついには烈の熱意に押し切られ酒造りを再開する。蔵を受け継ぎ守り抜くことが自分の生き方だと信じる烈。意造は娘を将来の蔵元にふさわしく教育することに生き甲斐を見出すのだった。
年頃の美しい娘に成長した烈は、若い蔵人・涼太に許されぬ恋心を募らせていく。田乃内家の生活に馴染めずこの家を出て自分らしく生きたいと望むせき。意造への想いを押し殺し生娘のまま事実上田乃内家の女主人となっても、自分は意造の妻ではなく烈の本当の母でもないと苦しむ佐穂。家父長制的価値観に縛られ、せきと仮面夫婦を演じ続け、本当に大切な女性である佐穂に何も出来ず、烈の恋を許す事も出来ない意造。それぞれの想いが交錯する中、烈は涼太に想いを伝えるべく家を抜け出す。

## 書誌情報
- 単行本：『藏』（1993年9月、毎日新聞社）
  - 上：ISBN 978-4-620-10484-3
  - 下：ISBN 978-4-620-10485-0
- 文庫：『藏』（1998年1月23日、角川文庫）
  - 上：ISBN 978-4-04-171803-2
  - 下：ISBN 978-4-04-171804-9

## 舞台演劇
『藏』
1995年3月4日から同年4月30日まで東宝日比谷芸術座で、83回、動員5万8000人のフルキャパ興行。1997年3月 - 4月 芸術座、10月 中日劇場、11月 新歌舞伎座。1999年 芸術座、2001年 帝国劇場で公演。
キャスト（1995年）
- 田乃内烈：沢口靖子[1][3]
- 田乃内意造：古谷一行
- 佐野佐穂：大空眞弓

キャスト（1999年）？
- 田乃内烈：沢口靖子
- 田乃内意造：古谷一行
- 佐野佐穂：大空眞弓
- 田乃内賀穂：中田喜子
- 田乃内せき：酒井和歌子
- 涼太：太川陽介
- 田乃内むら：大路三千緒
- 佐野武朗：松山政路
- 山中昌枝：曾我廼家鶴蝶

スタッフ
- 脚本：佐々木猛
- 演出：堀井康明

## テレビドラマ
『藏』 1995年6月4日 - 7月9日、NHK衛星第2テレビジョンの「BS日曜ドラマ」で放送。全6話。衛星放送としては最高の視聴率を獲った（数字不明）。
1996年5月15日 - 6月19日、NHK総合テレビジョンの「水曜ドラマ」で再放送。2002年2月15日 - 3月22日、NHK総合の「金曜時代劇」枠で再放送。
『春燈』（1998年）、『櫂』（1999年）へと続く宮尾登美子原作、松たか子主演による3部作の第1作にあたる。松たか子は出演当時はまだ知名度が高くなく、当時の文献には「松本幸四郎2女」と書かれている。

### キャスト（テレビドラマ）
- 田乃内烈：松たか子（少女時代：井上真央[6]→河野由佳）
- 佐野佐穂：檀ふみ（少女時代：小島聖）
- 田乃内意造：鹿賀丈史
- 田乃内賀穂：高橋恵子（少女時代：朝比奈彩乃）
- 田乃内せき：洞口依子
- お郁：正司歌江
- 綾：和泉ちぬ
- 彦造：ト字たかお
- 奥田医師：品川徹
- 常石医師：伊藤克
- 昌枝：渡辺えり
- 北山正博：峰恵研
- 篠山征義：青山裕一
- 坂下涼太：前田耕陽
- 佐野豊松：大出俊
- 佐野八重：落合ひとみ
- 佐野武郎：平田満
- 佐野キネ：鈴木光枝
- 平山晋：東野英心
- 田乃内むら：香川京子
- 田乃内三左衛門：大滝秀治

矢島健一、江藤漢斉、三田村周三、朝霧舞 ほか

### スタッフ（テレビドラマ）
- 脚本：中島丈博
- 演出：大山勝美
- 音楽：深草アキ
- ナレーション：柳生博
- ロケ先は新潟県関川村の渡邉邸（国の重要文化財）と山形県川西町の樽平酒造株式会社。

### 放送日程
NHK総合テレビジョンの「水曜ドラマ」で放送時の視聴率は、第1回15.7%・第2回16.1%・第3回18.8%・第4回15.6%・第5回16.7%・最終回20.0%。

### 受賞
- 第13回（1996年）ATP賞テレビグランプリ グランプリ、優秀賞（フィクション部門）、ベスト20番組
- 第33回（1995年度）ギャラクシー賞 テレビ部門 奨励賞

## 映画
『藏』 1995年10月10日公開。主演：浅野ゆう子、脚色：高田宏治、監督：降旗康男、音楽：さだまさし・服部隆之、サウンドトラック：交響組曲 藏(KURA)。日本映画100年記念作品。宮尾登美子作品7作目の映画化。製作費6億円。文部省選定、優秀映画鑑賞会推薦。

### キャスト（映画）
- 佐野佐穂：浅野ゆう子
- 田乃内烈：一色紗英（幼少期: 小井紗陽）
- 山中せき：夏川結衣
- 竹田涼太：西島秀俊
- 文吉：江藤潤
- 八助：小木茂光
- お半：川島なお美
- 神官：石立鉄男
- 眼科部長：神山繁
- 佐野武郎：船越栄一郎
- 田乃内賀穂：黒木瞳
- 田乃内正博：長谷川初範
- 平山晋：蟹江敬三
- 谷村昌枝：朝丘雪路
- 田乃内むら：加藤治子
- 田乃内意造：松方弘樹

### スタッフ（映画）
- 監督：降旗康男
- 脚本：高田宏治
- 原作：宮尾登美子
- 製作総指揮：松方弘樹
- 企画：日下部五朗
- プロデューサー：亀岡正人・妹尾啓太・川野知介
- 撮影：森田富士郎
- 美術：西岡善信
- 音楽：さだまさし・服部隆之
- 歌：さだまさし
- 音楽プロデューサー：酒井政利・高桑忠男
- 録音：伊藤宏一
- 照明：増田悦章
- 編集：玉木濬夫
- 助監督：藤原敏之
- スクリプター：黒川京子
- 進行：塚田英明

### 製作

#### 製作決定まで
企画は日下部五朗プロデューサーだが、1992年に本作の毎日新聞連載が始まると、東映全体でこれは当たると声が上がり、東映全体で映画化を熱望した。しかし岡田茂東映社長（当時）が一人映画化に猛反対し、映画は舞台・テレビに後れを取った。東映は1982年の『鬼龍院花子の生涯』の映画化で宮尾を売れっ子作家に押し上げ、以降、1983年『陽暉楼』、1984年『序の舞』、1985年『櫂』と宮尾作品を次々ヒットさせたが、それ以外は映画化するには帯に短し襷に長しで映画化しずづらく、日下部は、岡田社長から「宮尾作品で勝負しろ」と言い続けられたため、仕方なくそれぞれ15分くらいで読める『夜汽車』(1987年)と『寒椿』(1992年)を、タイトルだけ使い、宮尾の様々な作品を寄せ集める形で映画化した。この2本は興行が振るわず、映画化に耐える骨格がないという問題点があった。話をでっち上げる格好になったため、東映と宮尾は一時険悪になった。
東映の宮尾作品は、ヤクザや女衒が柱を務め、人気女優のヌードや濡れ場が大きなウリで、これらは東映カラーとも適合し成功を収めていたが、本作にはそれらは一切なく、本作映画化に際して、東映全体では映画化を熱望したものの岡田会長が例によって「ヒロインが盲の話、誰が見に来るんじゃ！」と言い、一人猛反対した。一連の宮尾作品は凄い敵が前途に立ちはだかることで鮮烈のドラマが成立していたが、本作は家族のドラマで敵がいないことに岡田は不安を持った。日下部が何度も岡田を説得したが、「諄い！撮ること罷りならん！」と頑なに拒否された。日下部が岡田の説得に難航しているを聞いた松方弘樹が途中から助太刀し、松方の松プロが製作費の折半を提案。当時の松方はテレビで活躍するタレントイメージが強く、意造役は、それまでの松方のイメージとは全く違う地味な役でもあり、50歳を過ぎた松方としても役者の幅の広さを示したいという想いがあった。日下部が重ねて「会長、運命が敵じゃないですか」「逆境の中で女が斗って、自分の宿命と斗って果敢に生き抜いて見せた。これに勝る敵はないですよ」などと岡田の説得を繰り返し、岡田が根負けして「そこまでこだわるんならやれや」とようやくGOが出た。岡田は『朝日新聞』のインタビューで、「アメリカのアクション大作が年に三、四本、日本で大ヒットし、少々の日本映画では太刀打ちできない。アクションものはしばらくやめよう。代わりに日本古来の文化を描いたものをやろうと思った。『藏』のような女性路線には、将来に望みをかけています。外国映画がやらない任侠ものは若い世代には人気がありません。テーマがつかまえにくい。テレビのトレンディードラマにしても、とらえどころがないから、僕は『風船ドラマ』と呼んでいる。これはテレビの方がうまい。映画の素材を確立するのが難しい時代だ。映画館だけで稼がなくてもいいが、今はテレビやビデオ向けに売り込めるから、映画の質が『中級専門』になる。そんな映画は飽きられてしまう。日本独自のものを作ることです。そのためには若い世代から大物プロデューサーが出なきゃいかん」などと話した。
先行した舞台・テレビ放映の人気の高まりと、降板騒動で、映画化の認知度は公開3ヶ月に68％と高かった。高岩淡東映社長は本作を"母物映画"と評している。

#### 監督、脚本
松方が初めてプロデューサーとして参加し、監督には東映出身で当時はフリーの降旗康男に依頼。原作をそのまま映画にすると7～8時間となるため、脚色の高田宏治が2時間少しに凝集した。

#### キャスティング
烈役は宮沢りえに決定し、マスメディアを通じて発表もされていたが、クランクイン直前に突如宮沢が降板し世間を賑わせた。これが地下鉄サリン事件の前で、マスメディアも大きく報道し、「藏」映画化のニュースは一気に世間に浸透し、りえ効果は映画のプロモーションに絶大なものがあった。1995年1月28日に東映京都撮影所での衣装合わせの際、宮沢は初めて浅野ゆう子の出演を知り、キャストの序列も、浅野、宮沢の順で自分が主演でないと知った。同年2月6日に出演辞退を表明し、マスメディアが一斉に飛びつき大騒ぎとなった。マスメディアは「一生に一回あるかないかのいい役を降りるなんて、ミステイクを甚だしい」と報道した。脚本家高田宏治によると、元々2番手だった浅野ゆう子が「トップじゃないとイヤだ」と言い出し、宮沢側が「話が違う」と怒っての降板だったという。この騒ぎの中行われた制作発表の席上で、浅野は「クレジットはあいうえお順かと思った」ととぼけた。宮沢の烈役は作品の要で、降旗監督は荷物をまとめて東京に帰る支度を始め、松方も「止めよう」と言い、製作中止になりかけたが、2月14日に代役に新人一色紗英を立てて、製作を強行した。なお、宮沢演じる豪姫がタイトル・ロールになっている映画『豪姫』では仲代達矢演じる古田織部がトップクレジットとなっているが、このときは問題は発生していない。
1997年の『失楽園』映画化にあたり、ヒロイン争いをしていると当時のマスメディアに盛んに取り上げられた黒木瞳と川島なお美が短時間出演しているが、劇中、黒木の役が死んだ直後に川島の役が登場するためニアミスで競演シーンはない。

#### 製作会見
1995年2月21日、ホテルニューオータニで製作発表記者会見があり、先の降板騒動に対して宮尾が、「今時、配役序列が問題だとして役を降りるなんて何と映画界、旧い体質なんでしょうね。若い人にはそんな因習めいた考えから脱却して欲しいと思います。口約束にしてもそんなに軽く一方的に踏みにじっていいものでしょうか」と、宮沢を辛辣に批判した。浅野はこの会見では、その話題を避け、「生涯最高の役が回って来たと気持ちが昂ぶっている。相手役の一色紗英を先輩として及ばずながら支えていい芝居を見せたい」と眦を決する気力充実の挨拶を見せ、迫力のある会見となった。

#### 撮影
監督の降旗は田乃内烈のキャラクターは、宮沢りえより一色紗英の方が良いのではないかと秘かに思っていたため、ベテランの浅野ゆう子や松方弘樹に伍して一色が立派に主人公を演じてくれて嬉しかったという。

#### 美術
主舞台となる田乃内家は、美術の西岡善信らによる力作で、東映京都撮影所に無垢の木材を持ち運んで、土台石の上に据えるなど、人件費が通常のセット建設の7～8倍かかった。当時の酒蔵もリアルにセットで再現し、米麹が発酵するダイナミックな酒造りもそこで撮影された。テレビで主に活躍する浅野や一色が「これが映画の世界?」とど肝を抜かれていたという。

#### 備考
「古来から酒蔵には神宿るゆうて神様が住んでおられるすけ穢れのある女は入れねえ」というセリフがある。

#### 撮影記録
1995年2月22日、雪の降る新潟でクランクイン。撮影は2か月半に及び、同年5月12日クランクアップ。同年6月28日完成。

#### ロケ地
- 守門村（現在の新潟県魚沼市）の目黒邸（国の重要文化財）。

### 宣伝と興行
1995年は「映画百年」でもあったが、神戸の震災や地下鉄サリン事件の連日の報道で、映画興行は大きな打撃を受けた。1995年7月4日に丸の内東映で完成披露試写会、同日夜、東京銀座並木通りの三笠会館で宮尾登美子主催による「藏」映画化謝恩パーティが関係者を招いて開催された。映画関係者や東映首脳は勿論、中江利忠朝日新聞社長、小池唯夫毎日新聞社長、嶋中行雄中央公論社長、田中健五文藝春秋社長、平山征夫新潟県知事ら、日頃から宮尾文学を愛好する支持者が顔を揃えた。岡田会長は製作に終始反対していたため、「パーティには出んぞ」と言っていたが、初号試写で豹変し「『藏』の出来はええよ」と吹聴に回り、パーティの席上、「一色君は非常に素晴らしかった。皆さんは演技が良かったと思いでしょうが、上手いのではなくむしろ芝居を知らなかったから良かった。一生懸命に地で演っているから烈になり切れた。あの役、臭い芝居されたら見れたもんじゃない」などとぶった。作品の舞台でロケも行われた新潟の新潟東映では、同年7月18日に地元披露試写会が行われ、同年9月30日より新潟県下3劇場で先行ロードショー。9月14日には京都東映太秦映画村で「大ヒットさせる会」が、第8回東京国際映画祭で9月27日に上映が行われた。
ターゲットとする年齢層も高く、興行を不安視する声もあった。前売り券の販売は困難を伴ったが、松方は『首領を殺った男』に続き、人脈をフル稼働させて前売り券をたくさん売った。今回は良作と評判もよく売りやすかった。東映本体でも戦後50年記念映画『きけ、わだつみの声 Last Friends』と共にこの年の勝負作として社を上げての大動員をかけ、前売り券各50万枚、計100万枚を売り切った。

### 作品の評価

#### 興行成績
無事ヒット。『AVジャーナル』は「クランク・イン直前にビリング問題で宮沢りえが降りた主役交代劇にはじまり、精力的なプロモーションが行われ、大人の女性観客をつかんだ。家のしがらみ、家族の絆と愛憎、当時を再現するダイナミックなセット、雪国の四季を捉えたカメラなど、映画の色々な分野のプロの仕事が凝縮されている」と評した。

#### 批評家評
大高宏雄は「岡田茂映連会長は、映画の日で『ついに邦画シェアは30%になりそうだ』と発言していたが、『当たった当たった』といっても、洋画のように30億、40億ということでもないし、邦画の当たり方は非常にフラットになってきている。アニメ2番組の他、『家なき子』『藏』『きけ、わだつみの声』がその10億前後の作品なんだが、その3本がどこか興行的に尻すぼみの感があった。そのどれもが諸手を挙げて面白いと言えない作品であったことが、観客の関心の度合いを弾けさせなかったんじゃないか。要するにその3本は突出していないことを言いたい。そもそも松方が血の出るような思いで前売り券確保を繰り広げたなんて、映画界にとっては恥なんだ。『藏』に関して言えば、"家"の思想に対する、作者たちの意識の薄さが作品のスケール感を小さくしている気がしてならない。"家"の思想とは、松方が体現している家と父権の、権力構造そのものの在り方で、この作品の物語の発火点はまずそこに指定されている。しかしそれを覆していく物語全体の力学がこの作品にはない。差異性が明快でないことによって、劇的要素がひどく脆弱になってしまう。劇的要素は、観客を映画に参加させていくためには、何としても必要なものだ。60年代の任侠映画や実録映画、俗悪路線や他の幾つかのシリーズものなど、数え挙げればキリがない東映の一連の作品群には、まさに劇的要素なるものの徹底追及にその魅力の一端があった。それが観客動員を根底的に支えていたのは間違いない。プログラムピクチュア健在なりし頃だから、それが可能だったなんて言い草は、それこそ犬の遠吠えになってしまう」などと評している。

## 受賞歴
第19回日本アカデミー賞

- 優秀作品賞
- 優秀監督賞：降旗康男
- 優秀脚本賞：高田宏治
- 優秀主演男優賞：松方弘樹
- 最優秀主演女優賞：浅野ゆう子
- 優秀助演女優賞・新人俳優賞：一色紗英
- 優秀音楽賞：さだまさし・服部隆之
- 優秀撮影賞：森田富士郎
- 優秀照明賞：増田悦章
- 優秀美術賞：西岡善信
- 優秀録音賞：伊藤宏一
- 優秀編集賞：玉木濬夫

第69回キネマ旬報ベスト・テン
- 読者選出日本映画ベスト・テン第9位
- 新人女優賞：一色紗英

第50回毎日映画コンクール
- 日本映画優秀賞
- 男優助演賞：松方弘樹
- スポニチグランプリ新人賞：一色紗英
- 宣伝賞最優秀賞

第20回報知映画賞
- 新人賞：一色紗英

第8回日刊スポーツ映画大賞・石原裕次郎賞
- 石原裕次郎賞